# Västerkläpp
Västerkläpp är en ö i Åland (Finland). Den ligger i Ålands hav och i kommunen Jomala i landskapet Åland, i den sydvästra delen av landet. Ön ligger nära Mariehamn och omkring 290 kilometer väster om Helsingfors.
Öns area är 4,1 hektar och dess största längd är 440 meter i nord-sydlig riktning. Ön höjer sig omkring 5 meter över havsytan.